# 江川芳文
江川 芳文（えがわ よしふみ、1972年〈昭和47年〉3月20日 - ）は、日本の俳優、スケートボーダー、デザイナー。YOPS（ヨップス）、YOPPI（ヨッピー）とも表記される。
HECTICディレクター、HombreNiňoディレクター、PLUS L by XLARGEディレクターなどを歴任した。

## 概要
子供の頃は俳優として活動していたが、10代でプロのスケートボーダーとなり、アメリカ合衆国や日本で活動する。その後、「HECTIC」を起ち上げて裏原宿ブームの立役者となるなど、日本のストリートカルチャーを牽引した一人である。

## 来歴

### 生い立ち
東京都世田谷区にて育った。幼い頃より俳優として活動していた。1987年（昭和62年）に放送されたテレビドラマ『3年B組金八先生』スペシャル6では主要な役柄を演じており、大塚製薬の「ポカリスエット」のコマーシャルにも出演するなど、母校の中学校でも知られた存在であった。雑誌『Fine』ではモデルとしても活動した。
13歳の頃からスケートボーディングを始め、15歳になると原宿の「ストーミー」に毎日のように通い、そこで知り合った仲間たちと日本国外のスケートボーディングの映像を観て楽しんでいた。休日にはストーミーのジャンプランプを原宿の歩行者天国に持ち込んで滑っていた。

### スケートボーダーとして
スケートボードを持参して一人で日本国外を旅し、現地でスポンサーを探していた。アメリカ合衆国では、初対面のトミー・ゲレロに「スポンサーミー！」と声をかけ、ゲレロらと親交を深めた。当時はスポンサーがつかないと大会に出場できなかったが、サンノゼスケートボーディングやスランダーにスポンサーとなってもらい大会に出場していた。1989年にはアメリカ合衆国のジョージア州にて「サバンナ・スラマー3」に出場した。
また、日本ではスケートボードチーム「T19」に憧れており「ホコ天にいたスケーターからしてみれば、憧れの先輩を通り越して、も〜雲の上の存在。恐れ多くて気軽に話しかけられなかった」という。しかし、T19主宰の大瀧浩史から「ウチにこいよ！」と勧誘されたことから、T19に加入することになった。当時、T19のメンバーの多くはデッキブランドがスポンサーとなっていたが、江川にはデッキブランドのスポンサーがついていなかったため大瀧に相談したところ、大瀧から「ならT-19でデッキ作ろう」と誘われたという。

### デザイナーとして
原宿の歩行者天国で活動していた頃、大川ひとみ、藤原ヒロシ、高橋盾、といったクリエイターらと知り合う。22歳のとき真柄尚武から誘われ、二人でセレクトショップ「HECTIC」を開き、ディレクターとなった。1994年（平成6年）の開店以来、アメリカ合衆国のスケートボードコンテストでスケートボーダーやフォロワーたちが着用していそうなアイテムを現地で買い付け、それを日本で販売した。さらにはHECTICとしてのオリジナルブランドも起ち上げることにし、「PKG」や「SEESAW」などを取り扱うようになった。この戦略が当たり、開店前のHECTICには客が長蛇の列を作るようになった。HECTICは1990年代から2000年代にかけての「ファッションシーンの話題を席巻するひとつの社会現象」と評され「“裏原ブーム”の火付け役ともなった伝説的なブランド」と称されるようになった。この頃、HECTICの事務所と「NEIGHBORHOOD」の事務所が同じビルに入居していたことから、NEIGHBORHOODの西山徹と情報交換をしていた。また、中村晋一郎とは音楽や絵画について語ったり、Macintoshの使い方を教わったという。
2008年（平成20年）、HECTICを展開していた「有限会社ヘクティク」から、ワールドにブランドを事業譲渡した。それ以降は、ワールドの下でHECTICのデザインを手掛けていた。2012年（平成24年）、ブランドとしてのHECTICは廃止されることになった。その後、一時的に「Supreme」のスタッフとして店頭に立つことになった。既に著名人であった江川が店頭に立っていたため、Supremeに来店した客らが驚いたという。
2012年（平成24年）からはアパレルブランド「HombreNiňo」を手掛けており、ディレクターとなった。スケートボードやBMXを通じて大人と子供が共有できるアイテムを展開している。2015年（平成27年）にはアパレルブランド「PLUS L by XLARGE」を発足させ、ディレクターに就任し、デザインを担当している。

### ピストブームの立役者として
T19の間でピストバイクが流行すると「頭の中が競輪フレームのことしかなかった」という。2000年代に入ると「空前のピストムーブメント」と評されるようになったが、2007年（平成19年）には尾澤彰とともにピストバイク専門店「CARNIVAL TOKYO」を起ち上げるなど、ピストのカルチャーを広める一翼を担った。ピストバイクは乗ること自体も楽しいが、ギアを選ぶなどさまざまな楽しみがあると指摘しており、「30代中盤を迎えたタイミングでピストに出会えたのは幸運」だったと語る。

## 人物
愛称
『Fine』の取材のため、T19のメンバーと各地のスケートパークを巡っていたところ、全日本スケートボード協会を創設した秋山弘宣から「江川ヨピプピ」と呼ばれるようになる。それ以来「江川ヨピプピ」こと「ヨッピー」と呼ばれるようになった。当初は「YOPPY」と表記されていたが、モデルのYOPPYと区別がつかなくなったことから、江川が「YOPPI」と名乗るようになった。その際、長尾智明が「A BATHING APE」でYOPPYとYOPPIで写真を撮ってくれたという。
影響
憧れていたスケートボーダーとして、クリスチャン・ホソイ、ジョバンテ・ターナー、マイク・キャロル、といった名を挙げている。なお、『Fine』の取材に同行してホソイの自宅を訪ねことがあり、その際にホソイとビリヤードを楽しんだという。また、衣服の制作に関しては「生産を請け負ってくれていた方が師匠」と述べている。
文献渉猟
過去のファッション雑誌を参考にするために、PLUS L by XLARGEのスタッフとともに国立国会図書館で過去の文献を閲覧することもある。しかし、HECTICは当時の雑誌に多数登場しており「見るのが恥ずかしいぐらい僕がことごとく出てて、俺祭りみたいになっちゃう」という。

## 家族・親族
息子の江川之雲はモデルとして活動している。

## 戦績

### 国内大会
- 1986年11月 - 東急ハンズCUP「HANDS STREET」オープンストリート4位[15]
- 1987年3月 - 第2回西武ラジカルストリートストリート5位[16]
- 1988年8月 - 第2回HOW日本ランドCUPプロストリート4位[17]
- 1989年9月 - AJSA SKATEBOARD SERIES 4プロミニランプ準優勝[18]
- 1991年8月 - 第11回全日本選手権プロストリート3位[19]
- 1991年11月 - チャンピオンシップス in AME'Sプロストリート3位[20]
- 1992年1月 - 全日本スケートボード選手権第1戦プロストリート5位[21]
- 1992年1月 - 全日本スケートボード選手権第1戦プロミニランプ3位[21]
- 1993年4月 - AJSA SKATEBOARD CIRCUIT第1戦プロストリート6位[22]
- 1994年8月 - AJSA SKATEBOARD CIRCUIT第4戦プロストリート8位[23]

### 国外大会
- 1989年 - サバンナ・スラマー3出場[5]
- 1992年 - Back to the City出場[24]

## 出演

### テレビドラマ
- 独眼竜政宗（1987年） - 片倉小十郎 役
- 3年B組金八先生（1987年） - 西野雄也 役[7]
- 愛しあってるかい!（1989年） - 高木裕太 役

### 映画
- 本場ぢょしこうマニュアル初恋微熱篇（1987年） - 落合雄 役
- ハッピーエンドの物語（1991年） - 木野雄介 役

### 註釈
1. ↑  スケートボーディング業界においては、スケートボーディングの選手を「ライダー」と呼称することも多い。しかし、一般の読者が他の競技と混同しかねないため、当記事においてはわかりやすさを優先し、引用部を除き記事本文では「スケートボーダー」と表記した。

## 関連人物
- 大川ひとみ
- 大瀧浩史
- 尾澤彰
- SKATE THING
- NIGO
- トミー・ゲレロ
- 高橋盾
- 藤原ヒロシ